# جو دوهرتي
جو دوهرتي (بالإنجليزية: Joe Doherty)‏ هو مغني أمريكي، ولد في 1 أكتوبر 1970.